# Mount Deakin
Mount Deakin ist ein 2810 m hoher und markanter Berg in der antarktischen Ross Dependency. In der Commonwealth Range des Königin-Maud-Gebirges ragt er unmittelbar nördlich des Gletschermauls des Osicki-Gletschers an der Ostflanke des Beardmore-Gletschers auf. 
Entdeckt wurde der Berg durch Teilnehmer der Nimrod-Expedition (1907–1909) unter dem britischen Polarforscher Ernest Shackleton. Benannt ist er nach Alfred Deakin (1856–1919), damaliger australischer Premierminister.